# En amerikansk varulv i London
En amerikansk varulv i London (engelska: An American Werewolf in London) är en brittisk-amerikansk skräckkomedi från 1981 i regi av John Landis. I huvudrollerna ses David Naughton, Jenny Agutter och Griffin Dunne. Filmen erhöll bland annat en Saturn Award för bästa skräckfilm. 1997 fick den en löst besläktad uppföljare, En amerikansk varulv i Paris.

## Handling
De två amerikanska ryggsäcksturisterna David och Jack vandrar över hela Europa med början i Storbritannien. När de kommer till en liten by   i Yorkshire möter de egendomliga människor som säger att de måste hålla sig på vägarna och akta sig för fullmånen och hedarna. Då de hör detta så beger sig David och Jack därifrån, men på återfärden råkar de gå utanför vägen och en hotfull varelse kommer fram ur skuggorna. Den dödar Jack och skadar David. 
Byborna lyckas rädda David, som vaknar på sjukhus och blir förälskad i sjuksköterskan Alex. Efter några timmar på sjukhuset drömmer han om Jack, nu delvis förruttnad, som kommer fram från hans dröm och förklarar för honom att de blev attackerade av en varulv, varför David själv kommer att bli en vid nästa fullmåne. Han har bara två alternativ: Begå självmord eller döda så många människor som möjligt.

## Om filmen
En amerikansk varulv i London är skriven och regisserad av John Landis. Filmen vann två Saturn Awards för bästa skräckfilm respektive bästa makeup, och erhöll även en Oscar för bästa makeup. Den blev därmed den första Oscarvinnaren för bästa makeup 
Tack vare denna film fick Landis förtroendet att regissera Michael Jacksons musikvideor "Thriller" och "Black or White".

## Rollista i urval
- David Naughton – David Kessler
- Jenny Agutter – Alex Price, sjuksköterska
- Griffin Dunne – Jack Goodman
- John Woodvine – Dr. J.S. Hirsch
- Lila Kaye – pubföreståndarinna
- Frank Oz – Mr. Collins/Miss Piggy
- David Schofield – dartspelare
- Brian Glover – schackspelare
- Rik Mayall – schackspelare
- Don McKillop – inspektör Villiers
- Paul Kember – sergeant McManus
- Michael Carter – Gerald Bringsley
- Will Leighton – Joseph
- Frank Singuineau – Ted
- Sydney Bromley – Alf
- Albert Moses – sjukhusvakt
- Linzi Drew – Brenda Bristols
- John Landis – man inkastad i fönster (ej krediterad)